# Повінь тисячоліття у Вроцлаві
Повінь тисячоліття у Вроцлаві   — катастрофічне затоплення значної частини Вроцлава під час повені тисячоліття, що трапилася у липні 1997 року в Центральній Європі. Тоді у Нижній Сілезії вийшли з русел  Одра та її притоки: Бубр, Бистшиця, Качава, Квіса, Мала-Панев, Ниса-Клодзька, Ниса-Лужицька, Ольза, Олава, Шленза та Відава. Паводкові води річки Одер дісталися міста 12 липня 1997 року, а остаточно відступили аж 6 серпня. У Вроцлаві повінь тисячоліття була особливо сильною, тому що дві хвилі повені наклалися одна на одну: з Одра та Відави. До того ж, за декілька днів до події жителі села Лани під Вроцлавом не допустили його затоплення, що значно зменшило б завдані місту збитки. Через специфіку протікання річки містом повінь сталася окремо як у центрі, так і на півночі Вроцлава. 40% території міста опинилося під водою .

## Загальний контекст повені
Повінь, яка охопила південну та західну Польщу, Чехію, східну Німеччину (Лужицю), північно-західну Словаччину та східну Австрію в липні 1997 року, призвела до загибелі у Чехії, Німеччині та Польщі 114 людей і матеріальних збитків у розмірі майже 4,5 мільярди доларів США. Через масштабність явища і завданих збитків його називають повінню тисячоліття. У Польщі загинуло 56 людей, а збитки оцінили приблизно в 3,5 мільярди доларів .

## Стан протипаводкового захисту
Попередні повені в Нижній Сілезії траплялися неодноразово. Лише на початку 20 ст. у Вроцлаві відбулися дві: 1903 і 1905 років. Тому в той час була побудована сучасна система безпеки — до 1920 року було створено Вроцлавський водяний вузол, що включає протипаводкові канали, 93 км набережних, 11 гребель і 10 судноплавних шлюзів, здатних пропускати воду з потоком 2200–2400 м³/с (626 см). Ця система добре працювала під час повеней 1975 і 1985 років, але вона не враховувала ефект накопичення від кількох річок, тобто потік води на рівні 3600 м³/с.

## Початок
Прибуття води нижче польсько-чеського кордону розпочалося 5 липня 1997 року, а потім у Ратибор-Мієдонія між другою і четвертою годиною ранку досягла найвищого рівня 1045 см (на 207 см вище абсолютного максимуму, який спостерігався досі — в 1985 р.). Найбільші втрати у басейні верхів'я Одра зафіксовано у Водзіславському, Ратиборському та Опольському повітах. Лише за два дні до повені місцеве видання Газета Виборча повідомило: Ризику повені у Вроцлаві немає, але (…) окремі підвали можуть бути затоплені. Найвища хвиля паводку почала досягати Вроцлава 12 липня, у суботу, опівдні. Факт, що мешканці міста вже знали з преси, радіо та телебачення, якої шкоди Одер завдав Ратибору та Ополе, і що для більшості з них це був вихідний день, суттєво вплинув на їхню мобілізацію та здатність до самоорганізації проти загроз, що наближалися. Ще у четвер (10 липня) мер міста Богдан Здроєвський, стурбований ситуацією в Ополі, звернувся до мешканців Вроцлава з проханням зробити запас питної води, а також до директорів найбільших закладів міста — здійснити відповідні підготовчі дії на випадок повені.

### Протест у Ланах
У четвер і п'ятницю (10 і 11 липня відповідно) розглядалася можливість знизити висоту паводкової хвилі, що наближається до Вроцлава, руйнуванням насипів у Єшковицях і Ланах. Проте спротив великої групи мешканців цих сіл та Кам'янця-Вроцлавського, особливо в Ланах, унеможливив перенаправлення води на місцеві поля та житлові будинки. Хоча підготовчі роботи та збір вибухівки саперами вже тривали, а набережні були оточені поліцейськими, люди за сповіщенням одного з жителів у ніч на 11 липня вийшли боронити село від підтоплення. Під час закладання вибухівки відбулися сутички між саперами та мешканцями Лан. Вранці заступник воєводи скасував операцію саперів, а населенню повідомили, що «сталася помилка». Воєвода приїхав у село близько 18:00, але й йому не вдалося переконати мешканців. Ян Альбрехцінський, заступник начальника поліції Вроцлава, відмовився від застосування сили. Міністр внутрішніх справ та адміністрації Лешек Міллер, який того дня перебував у Вроцлаві, вимагав звільнити заступника коменданта. Наступне рішення про підрив було прийнято о четвертій ранку. Операцію проводили з гелікоптерів, але заряди виявилися занадто малі, щоб прорвати насипи. Наступного дня прем'єр-міністр Влодзімеж Цімошевич, який перебував у Вроцлаві, підписав бланки боргових розписок, які мали на меті компенсувати збитки, завданні внаслідок знищення села. Воєвода та маршалок місцевих зборів Леон Керес поїхали до Лан з векселями. Але і їм не вдалося переконати мешканців .
Ситуація в Ланах стала предметом заяв політиків, етиків, гідрологів і навіть Вищої контрольної палати. Журналіст Газети Виборчої так прокоментував ставлення мешканців Лан:
|  | Лани стали символом. Для когось це менше зло, тобто спроба врятувати велике місто ціною затоплення кількох сотень ферм і будинків у п'ятнадцяти селах; для інших — рішучість звичайних людей у боротьбі з безсердечним, зарозумілим урядом, готовим використати поліцію та армію, щоб знищити їхнє майно в ім'я порятунку пам'яток Вроцлава. |

Того ж дня мер Вроцлава Богдан Здроєвський видав наказ про евакуацію мешканців житлових масивів, що межують із Вроцлавом з півночі та сходу. Однак більшість мешканців відмовились і залишилися вдома.

### Підготовка в місті

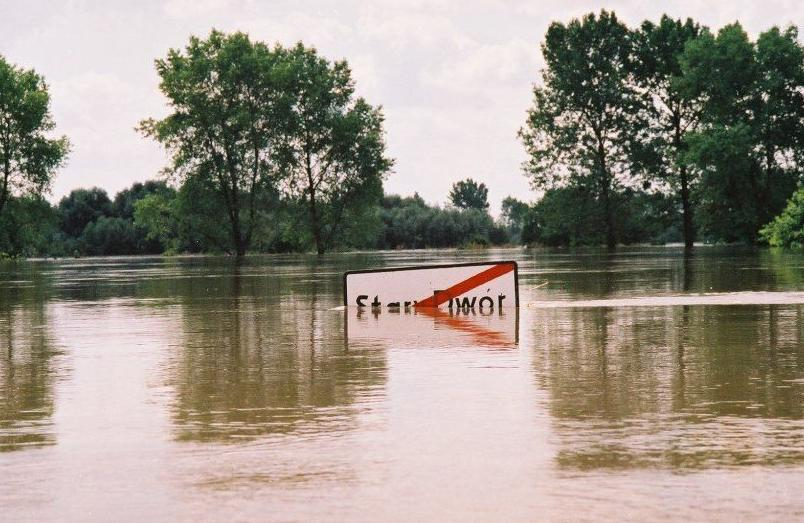
Затоплена місцевість Старий Двур біля Вроцлава

9 липня о 8:00 Богдан Здроєвський оголосив надзвичайну ситуацію, зумовлену повінню, а через два дні звернувся до мешканців з проханням підготуватися: зібрати питну воду, свічки та газові балони. У місті виникла паніка, деякі жителі звинуватили президента у змові з заводами з розливу мінеральної води. 11 липня у місті розпочалося будівництво протипаводкових укріплень. Акція координувалася протипаводковим комітетом, робота проходила позмінно. За оцінками мерії, у Вроцлаві було розміщено від 300 тис. до 480 тис. мішків з піском. Частина з них була навіть були доставлена повітрям, зокрема — аж із Гданська . Їх заповнювали не тільки піском, привезеним для цієї мети з кар'єрів, але й була загальна згода використовувати пісок, зібраний для ремонту вулиць у різних частинах міста (наприклад, для цього було викопано велику ділянку готової підсипки на вул. Ген. Юзефа Галлера); Більшість дитячих пісочниць у Вроцлаві також спорожніли. Брали також ґрунт з газонів. У найбільш загрожених частинах міста мішки вкладали, в основному (особливо в перші години небезпеки) волонтерами, які збиралися спонтанно і обирали місця, ґрунтуючись на своїх власних знаннях топографії найближчої території, часто також у відповідь на повідомлення, що транслювалися по радіо і телебаченню. Пізніше в ці місця також вирушили організовані групи військових і пожежників з усієї країни.
У п'ятницю, 11 липня, сталося розмивання протипаводкового насипу у Сієхницях, що зумовило досягнення паводковою хвилею Вроцлава. 12 липня близько 6:00 мешканців садиби Księże Małe поліція сповістила про небезпеку, закликавши через мегафон до негайної евакуації через паводкову хвилю, що насувається з північного сходу (басейну річки Олава). Проте переважна більшість мешканців залишилися вдома та готувалися протистояти паводковій хвилі. Для цього було використано кожне доступне джерело піску — наприклад, усі прилеглі пісочниці були повністю спустошені. З самого ранку власники автомобілів намагалися забрати свої автомобілі та припаркувати їх в інших частинах міста, дехто відчайдушно шукав якісь пагорби на околицях, щоб захистити свій транспорт від знищення. Близько 13:00 вода почала надходити по вул. Опольській та увійшов до житлового масиву, досягнувши рівня 180 см. протягом години. Були затоплені серед інших, вулиці Катовицька, Хожовська, Битомська, Тарногурська, Глубчицька. Наступні кілька днів їжу та воду доставляли військові вертольоти Мі-17, екіпажі яких скидали їх на дахи будівель або спускали на тросах.

## Основна хвиля

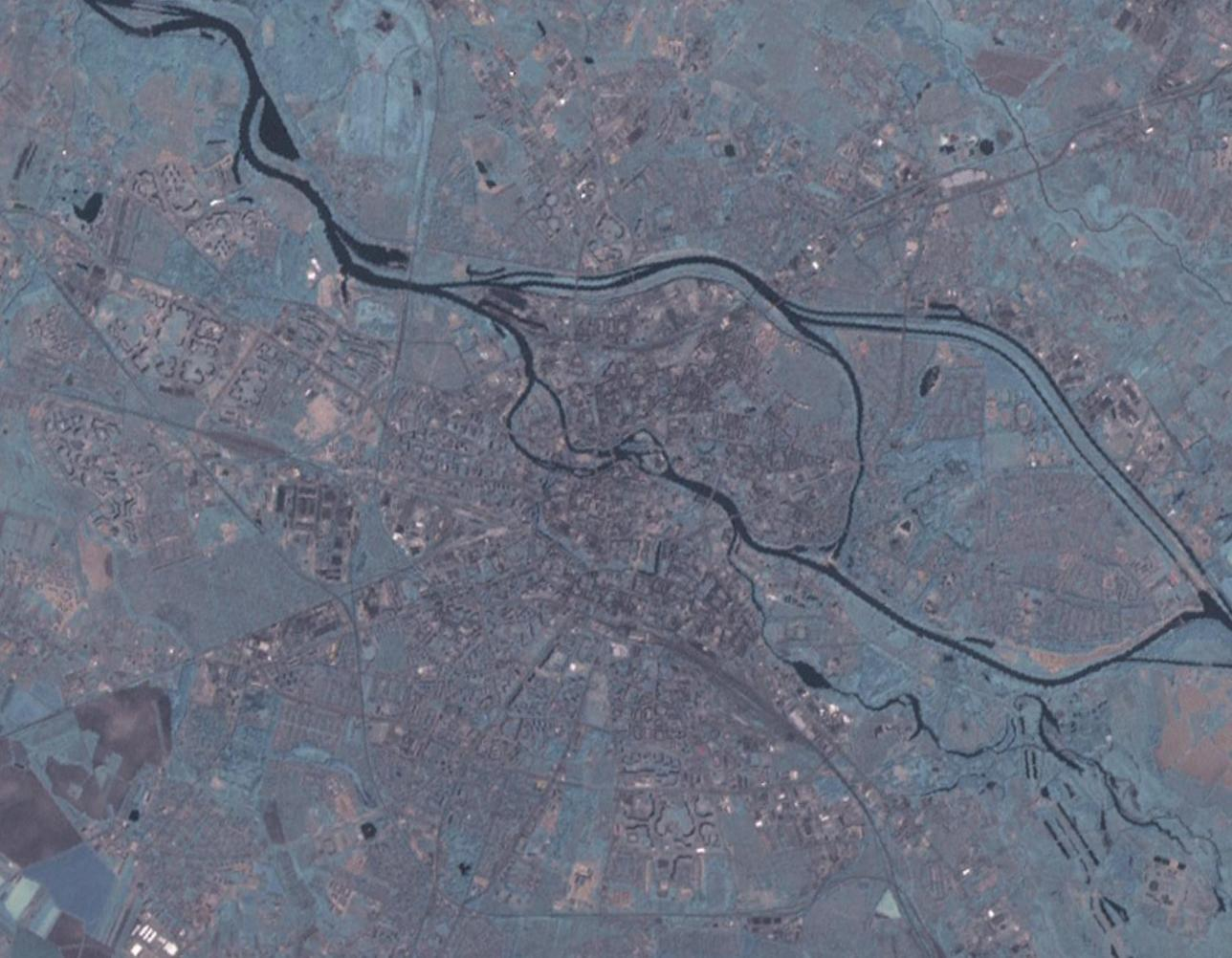
Супутниковий знімок Вроцлава з видимими рукавами річки Одер

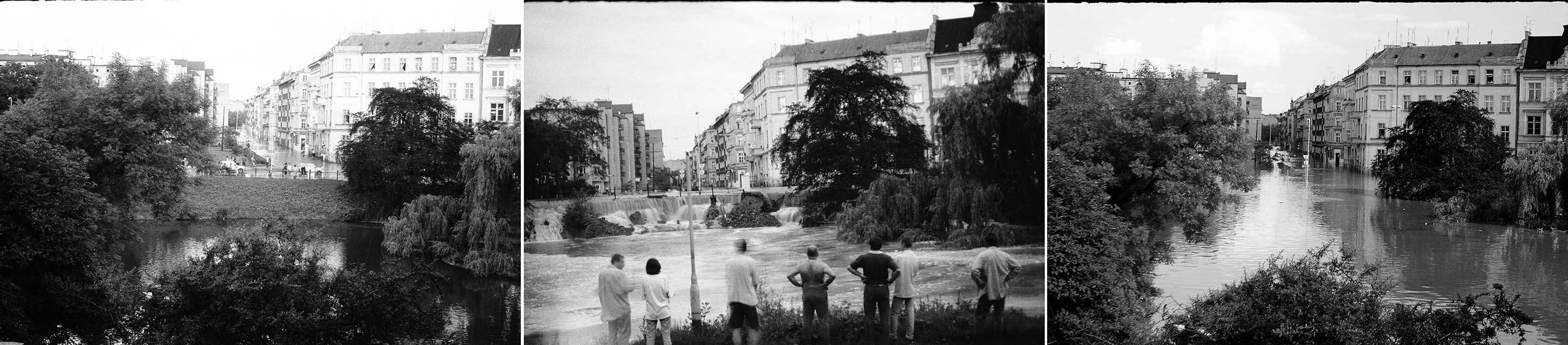
Міський рів 12 липня опівдні, 12 липня ввечері та 13 липня. Вода доходила до рову з річки Олава вулицями Парижської Комуни

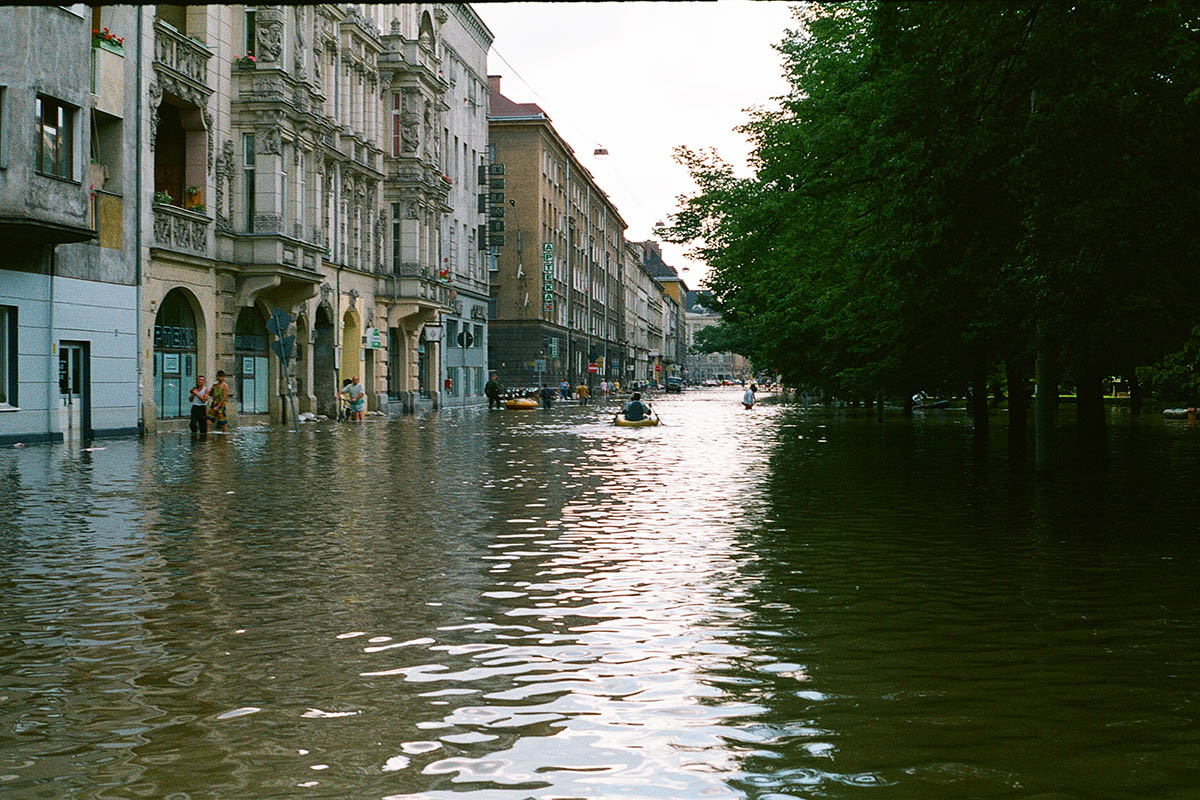
Вулиця Костюшко опівдні 14 липня

У суботу, 12 липня, вода потрапила в центр міста, ймовірно, через Żabia Grobla та вул. Траугутта, де були розмиті захисні вали. Потім через вул. Костюшка та вул. Паризької Комуни досягла міського рову, поширившись на навколишні житлові масиви, а вночі досягла на півдні вул. Пілсудського та Головного залізничного вокзалу, а на заході дісталася вул. Легницької та житлового масиву Щепин. Унаслідок цього північна частина міста була повністю відрізана від південної. Лише після обіду в понеділок, 14 липня, мешканцям вдалося зупинити воду на Żabia Grobla. Житлові масиви Zalesie та Zacisze, розташовані між паводковим руслом і старим руслом річки Одра, також постраждали, тоді як Sępolno та Biskupin були захищені від затоплення. Також вдалося врятувати Вроцлавський зоопарк (загинула лише одна зебра, яку налякав рев гелікоптерів). Але повінь зачепила Японський сад, який щойно відремонтували перед Євхаристійним конгресом. Вода проникла в житлові масиви, побудовані в зонах затоплення: Kowale, Maślice, Księże Małe, Księże Wielkie, Rakowiec, житловий масив Відава, Pracze Odrzańskie .

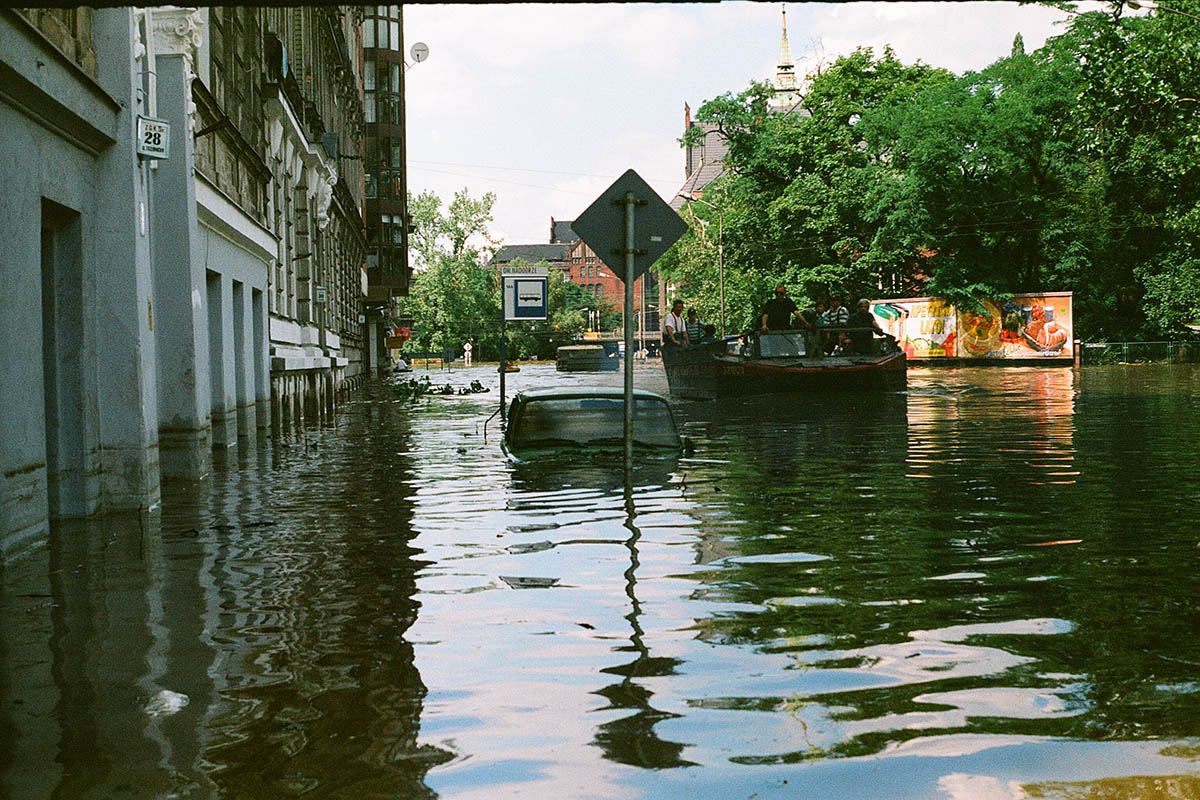
Амфібія на вул. Тшебницька, 14 липня 1997 року. Темна смуга на будівлях і автомобілях — відмітка найвищого рівня води

Особливо постраждав маєток Kozanów, де перетиналися хвилі Одри та Шленци. Вода в цьому місці доходила навіть до першого поверху. Цей житловий масив був побудований на польдерах, і через зволікання з рішенням про руйнування протипаводкових насипів і підтоплення рекреаційних ділянок ситуація там в якийсь момент стала критичною. Так само вода в Раковцю (так званий Бермудський трикутник) досягла першого поверху, а збудовані ще до Другої світової війни кам'яниці, часто з дерев'яними стелями, постраждали настільки, що багато з них довелося знести (кілька з них впали самостійно; ніхто не постраждав). Довго трималася вода у Щепині, що зумовлено специфічним рельєфом місцевості. Найдовше повінь тривала в Kozanowie та Księżu Małym, де протягом кількох днів після проходження хвилі доступ до будівель був можливий лише на понтоні чи байдарці.
16 липня вода почала відходити з середмістя. Поступово відновилося автобусне сполучення. У п'ятницю, 18 липня, рівень води на точці вимірювання в Trestnie впав більш ніж на 1,5 метри; почала убувати вода й з Поповиць. Але того ж дня очікувалася друга хвиля повені; президент розпорядився негайно евакуювати жителів північно-західних районів міста, в т. ч. Лісники та Pracze Odrzańskie. Ситуацію погіршив сильний дощ, який йшов у ці дні. Лише приблизно 22 липня починається висихання територій поблизу Сехниці. Доведені до відчаю мешканці цього міста перекрили дорогу на Вроцлав. 23 липня знову вийшла з берегів Шленца і затопила Kozanów і Мухобор. Друга хвиля повені досягла Вроцлава 25 липня о 18:30, знову сталося затоплення Сехниці.

## Рятувальна операція
Протипаводкову акцію проводили сформовані на той час Воєводський комітет з питань повеней, Окружний комітет з питань повеней і міський комітет з повеней, створений спеціальним розпорядженням мера. У ніч з 12 на 13 липня на Тумському острові була проведена масштабна операція з порятунку найцінніших пам'яток. Крім волонтерів, було також залучено й пожежні бригади для контролю над припливом великогабаритних предметів: дерев, контейнерів і навіть кіоску, які могли в будь-який момент влучити у вразливі місця, наприклад, проліт мосту. Врятовано й інші важливі об'єкти, зокрема: головний вокзал, бібліотека Оссолінських і колекції Національного музею. Люди працювали навіть з ризиком для здоров'я і життя. Як згадує Богдан Здроєвський
|  | Одного разу один із пожежників надто сильно встромив човновий гак у плаваюче дерево і, намагаючись його витягнути, мало не стрибнув у воду — це було схоже на стрибок з жердиною. Сила води була просто величезною. Насилу його втримали на березі. Подібне сталося з молодим хлопцем, який, захищаючи зоопарк, намагався витягнути з води плаваючий предмет. Там течія була досить швидкою, і він, ймовірно, завдячував своїм життям лише рефлексам своїх друзів. |

Орієнтовно у рятувальних роботах брало участь близько 5 тисяч осіб, усього ж протягом повені близько 20 тис. осіб надавали різноманітну допомогу.

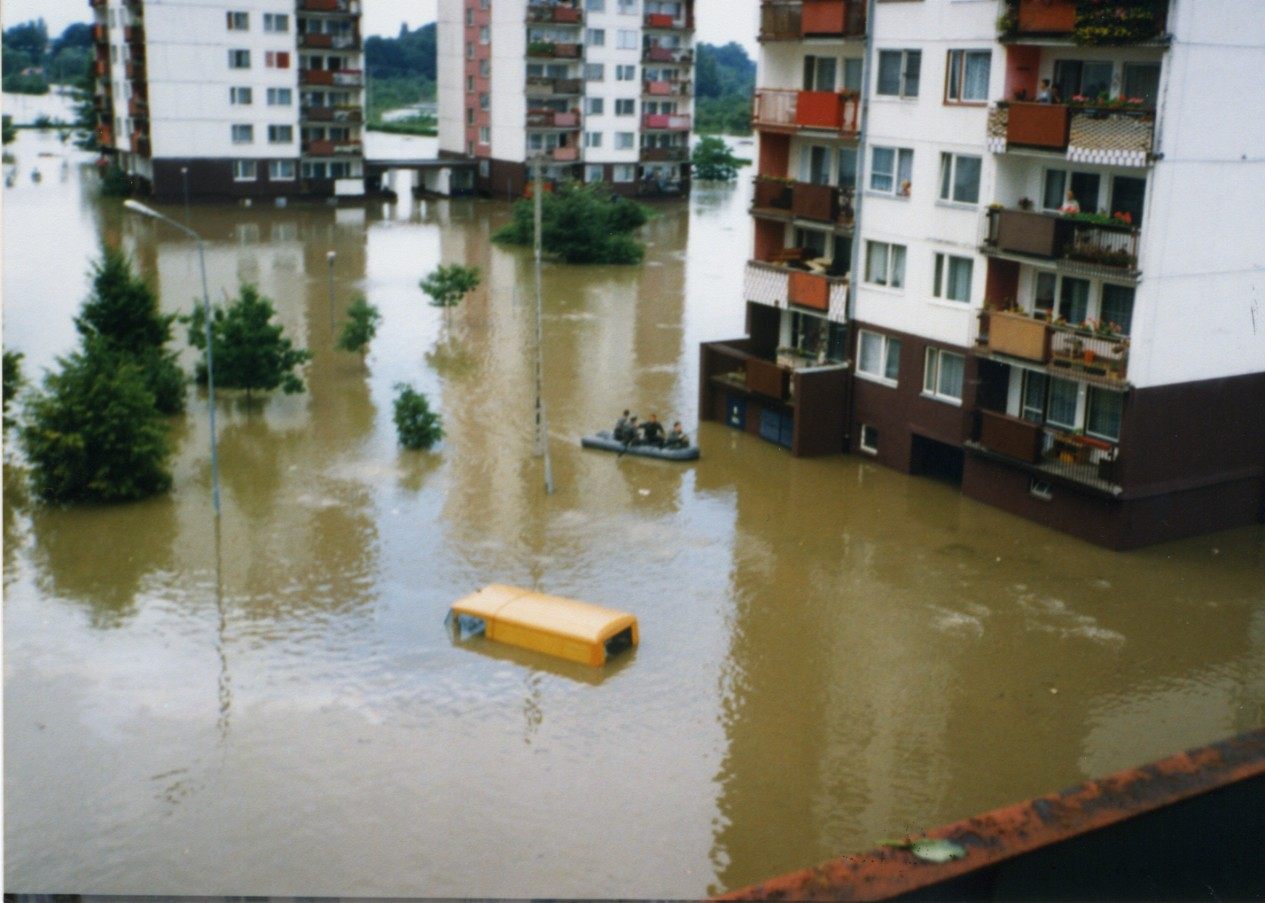
Повінь у районі Kozanow у Вроцлаві

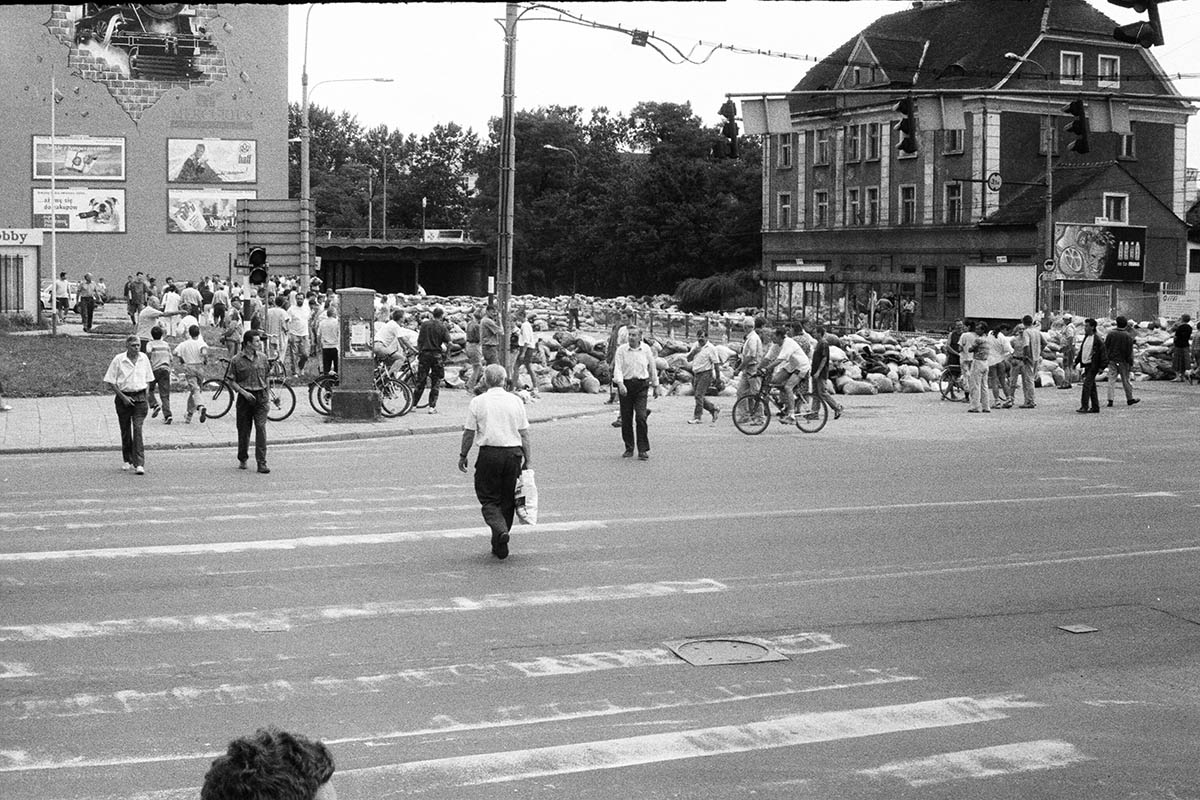
Загородження перед віадуком на вул. Боровська. Вкладання кількох рядів мішків стало результатом досвіду після 24 годин боротьби з повінню

Для захисту південних районів міста від затоплення необхідно було створити загородження на лінії залізничного віадуку, що йде від Brochowa, через Головний залізничний вокзал і далі в бік Фабричного району. В результаті вода була змушена текти вузькою смугою через місто, щоб з'єднатися з початковим потоком поблизу Козанова. Цей план був успішним, тож південні райони не були затоплені.
Рятувальна операція зіштовхувалася і з бюрократичними перешкодами. Мер міста намагався негайно вакцинувати жителів від черевного тифу та правцю, але згоди не отримав. Бракувало співпраці між центральними інституціями і виникали проблеми з розподілом повноважень: гідротехнічні споруди були в сфері відповідальності державних служб. Відповідних фінансових рішень також бракувало. Одним із дивних звинувачень було застереження Вищої контрольної палати про те, що мер Здроєвський не підписав список присутніх під час повені.
Паралельно з рятувальною операцією йшла гуманітарна допомога мешканцям затопленого міста. До міста прибули колони допомоги, хоча в'їзд у місто був ускладнений. Найбільший координаційний центр допомоги знаходився в будівлі Полтегора (де, між іншим, розміщувалося Нижньосілезьке телебачення). Там працювали, серед інших, мер, поліція та волонтери.

## Життя міста

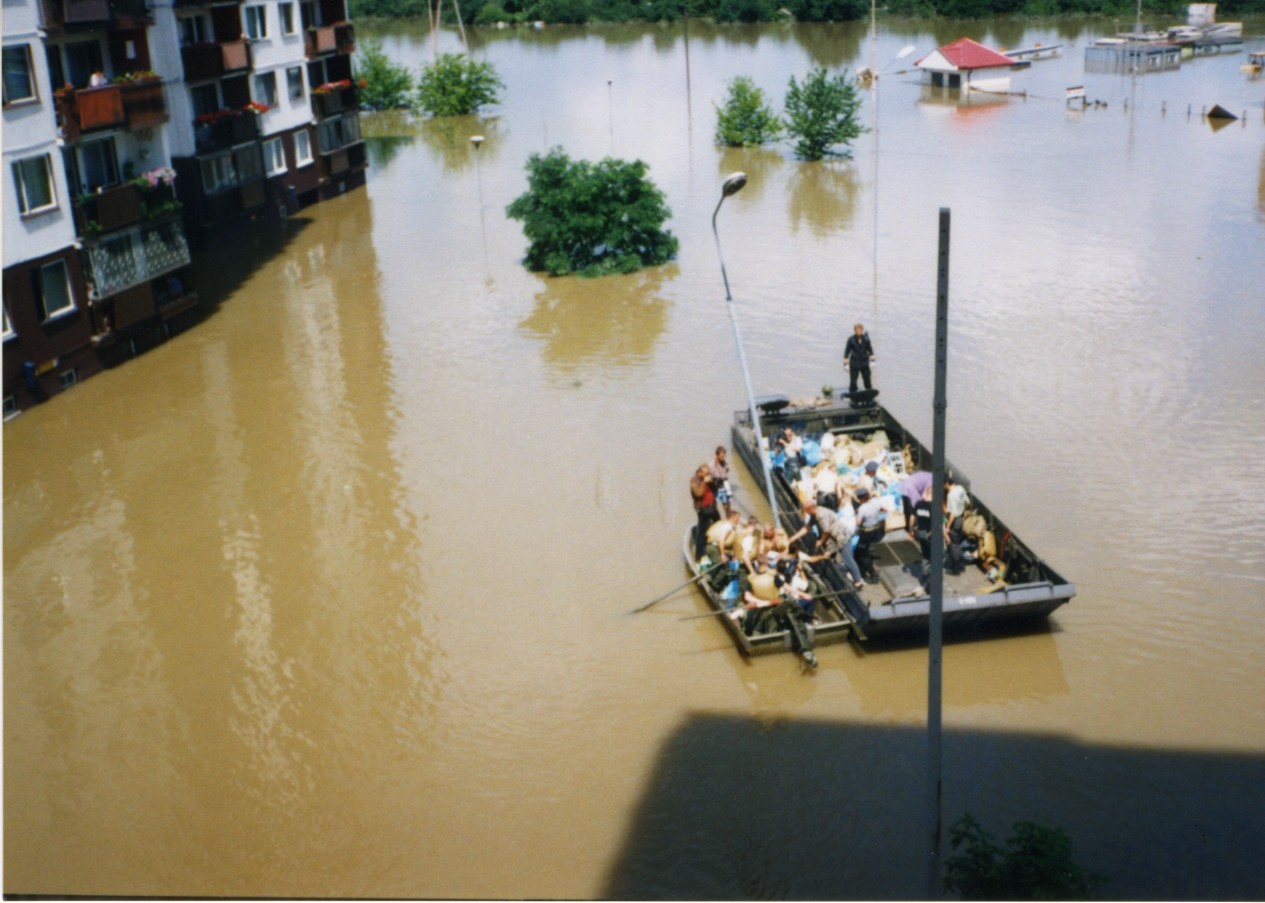
Автомобіль-амфібія ПТС-М на вулицях затопленого міста

У перші дні річка Одра затопила цвинтар і сміттєзвалище, а від знеструмлення постраждали і критична інфраструктура, зокрема лікарні. Запаси вакцин швидко закінчилися, і жителі почали побоюватися епідемії. По всьому місту відключили воду, деякі житлові масиви знеструмили, не працювали телефони та більшість громадського транспорту. Їжу до відрізаних водою будівель доставляли тридцять військових вертольотів Мі-17. Було використано лише кілька свердловин, у тому числі — на кільці Powstańców Śląskich. Люди збиралися на дахах затоплених будівель, де спілкувалися між собою та із зовнішнім світом. ЗМІ, особливо Нижньосілезьке радіо і телебачення, повідомляли про спосіб зв'язку з гелікоптерами: білий означав потребу екстреної допомоги, червоний — медичну допомогу. Були й ганебні явища: поліція затримувала людей, які спекулювали цінами на мінеральну воду, дехто вимагав 200 злотих за прогулянку на понтоні, а також були крадіжки у покинутих під час повені квартирах. Поліцейські затримали чоловіка, який збирав у своїй квартирі ковдри та розкладачки, ймовірно, щоб перепродати їх з метою наживи. Осіб, які отримували матеріальну вигоду від продажу допомоги для постраждалих від повені, мали карати за статтею 204 частиною 2 Кримінального кодексу щодо привласнення ввіреного майна, що загрожувало позбавленням волі на строк від 6 місяців до 5 років.
Під час повені найважливішим завданням було врятувати місто. Під час меси в костелі на вул. Віттіга парафіяльний священик  сказав учасникам меси: ми можемо помолитися іншим разом, а тепер беріть лопати та гумові чоботи та йдіть рятувати зоопарк.
Продуктові магазини в центрі відкрилися у понеділок, 14 липня. Найбільший попит був на хліб, сигарети та батарейки. Незважаючи на труднощі, більшість із покупців не мали проблем із придбання необхідних товарів. Вроцлавський універмаг (PDT) відкрився вдень і продавав найнеобхідніші речі через високу решітку головного входу. Поліція звернулася до магазинів із проханням по можливості розпочати пересувні продажі від дверей до дверей і продажі з понтонів у затоплені райони. Через відсутність електроенергії деякі товари, наприклад морозиво, магазини роздавали безкоштовно. Аптеки працювали у звичайному режимі, а пацієнтам з хронічними захворюваннями не потрібно було мати рецепту — достатньо було показати упаковку ліків.
Були й жартівливі ситуації, наприклад, пірнання молодих людей у магазини з продажу алкоголю. Іншу ситуацію згадує тодішній мер Богдан Здроєвський:
|  | Мене, наприклад, здивувала реакція одного юнака, який пригальмував байдарку, побачивши на одному із затоплених перехресть червоне світло. Подивився ліворуч, праворуч і продовжив пливти. |

Незважаючи на серйозну атмосферу, містом ходили численні жарти, зокрема про повінь, наприклад: Дзвонить жінка і каже, що у неї на подвір'ї двоє собак на ланцюгах. — А наскільки ланцюги довгі? — запитують у протипаводковому комітеті. — Ну, близько двох метрів. — Ланцюги подовжіть, — чує у відповідь, — буде триметрова хвиля .
Реакція мешканців на повінь була різною в залежності від віку. Для молоді це був супротивник, з яким їм довелося зіткнутися, і вони ставилися до нього майже зі спортивною відданістю, тоді як старші бачили в ньому загрозу своєму майну та речам, які мали для них сентиментальну цінність, або навіть загрозу своєму життю. Незважаючи на це, відмінностей в роботі не було.

## ЗМІ

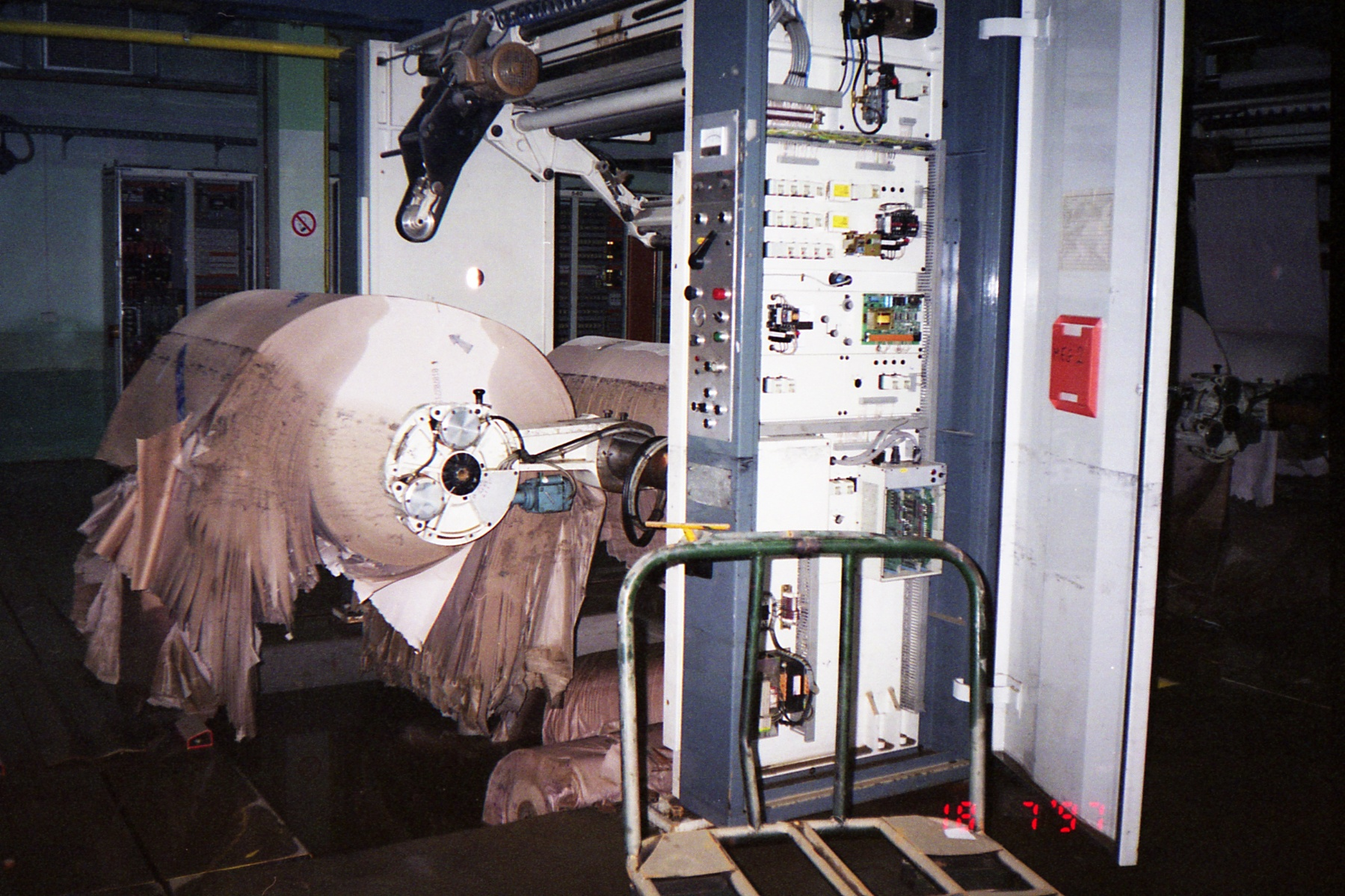
Розірваний водою рулон паперу в затопленій друкарні у Свойчицях

З самого початку до висвітлення проблеми повені долучилася Telewizja Dolnośląska. Саме на цьому телебаченні 9 липня штаб боротьби з повенями оголосив стан тривоги у Вроцлавському воєводстві. Ефірний час, відведений для інформації про повінь, поступово збільшувався, а з 10 липня актуальна інформація з'являлася і вночі. З суботи, 12 липня, до 16 липня безперервно транслювалися повідомлення про повінь. До акції, ініційованої станцією, долучилися мер Богдан Здроєвський та воєвода Януш Залеський. Телебачення також співпрацювало з редакціями Słowa Polskiego та місцевими радіостанціями.
Окрім інформаційної діяльності, станція також координувала діяльність служб і волонтерів, які боролися з паводком, а редакцію було перетворено на антикризовий штаб. Вони відповідали за постачання мішків, піску та організацію волонтерів, а також за розподіл та координацію допомоги людям, які постраждали від повені. Було відкрито кілька десятків телефонних номерів, як стаціонарних, так і мобільних, для допомоги в пошуку зниклих. До звичного розкладу телебачення повернулося  лише 28 липня.
Другим інформаційним центром, особливо важливим для людей без електрики, було Радіо Вроцлав. Інформаційний голод серед мешканців міста був великим, і гуманітарні конвої часто зустрічали проханнями про батарейки для радіо.
Повінь також зачепила редакції Газети Вроцлавської та Нижньосілезької Газети Виборчої, але вони мали свої друкарні в містах за межами Вроцлава; Газета Вроцлавська також перемістила свою редакцію до друкарні в Белянах.

## Серіал про потоп
Повінь тисячоліття, що охопила Польщу в липні 1997 року, надихнула кінематографістів. 5 жовтня 2022 року на Netflix з'явився серіал «Велика вода». Він розповідає про події липня 1997 року, коли на Вроцлав насувалась хвиля повені. Режисерами серіалу стали Ян Голубек і Бартоломей Ігначук.

## Наслідки повені
Внаслідок паводку було затоплено чи підтоплено 2583 житлових будинки. У результаті рятувальної операції вдалося врятувати пам'ятки вроцлавського Середмістя, серед яких: весь Ostrów Tumski та Wyspa Piasek, а також ринкова площа, головний вокзал і бібліотека Оссолінських. Будівлю філармонії затопило, але піаніно вдалося врятувати. Затопило перший поверх Академії музики. Також були затоплені Польський театр і губернський суд. Крім того, внаслідок повені постраждали три спортивні зали, міський порт, очисна станція та щойно відремонтована залізнична станція Świebodzki. Довелося відновлювати 44 км доріг і 21 міст, пішохідний міст і віадук. Ремонт коштував місту 132 млн. злотих, крім того, було отримано 115 млн. злотих субсидій: 66,2 млн. злотих від Європейського банку реконструкції та розвитку, 43 млн. злотих від Світового банку та 5,7 млн. злотих від програми Phare. Також було прийнято рішення про модернізацію водного вузла Вроцлава та будівництво каналу Одра-Відава. У 2017 році Вроцлавський водний вузол підготували до пропускної спроможності 3100 м³/с, збудували нові та укріпили старі набережні, розчистили та розширили русла Одри. Міський захист від піску також було покращено до 300 тис. мішків (20 тис. м³). Реконструкція Дамби Kozanowska зробила місцевість безпечною у разі надзвичайного підвищення рівня води.